# Prinsen av Lu
Prinsen av Lu (魯王; Lǔwáng), personnamn Zhu Yihai (朱以海; Zhū Yǐhǎi), född 1618, död 1662, var en kejsaren i den kinesiska Södra Mingdynastin och regerade från augusti 1645 till 13 juli 1646. Zhu Yihai fick ärva titeln Prinsen av Lu av sin far 1644. Prinsen av Lu var den tionde generationens ättling av Mindynastins grundare kejsar Hongwu. Han fick tempelnamnet Yizong (義宗).
Efter att Hongguang-kejsaren blivit tillfångatagen och avrättad i juni 1645 av Qingdynastin var Prinsen av Lu var den första att kandidera som efterträdare. Han fick mycket stöd och blev i augusti 1945 inbjuden till Shaoxing i Zhejiang där han även fick starkt stöd från militären och blev regent. Samtidigt ovetande om varandra kröntes Zhu Yujian som kejsar Longwu i Fuzhou i Fujian. De båda parallella maktcentrumen uppehöll ett ytligt sken av samarbete, men de stred även mot varandra. Den 13 juli 1646 angreps Shaoxing av Qingdynastins trupper och prinsens hov upplöstes. Prinsen av Lu flyddes sannolikt först till Zhoushan, och flyttades slutligen till Xiamen i Fujian. Efter 1646 hade prinsen mycket litet inflytande på politiken, och 1653 avsa han sin prinstitel. Han avled av astma 1662 på ön Kinmen utanför Xiamen där även är begravd.